# Пост-метъл
Пост-метъла е смесен стил между пост-рок, хевиметъл и шугейзинг.
Арън Търнър, собственик на Hydra Head Records и фронтмен на група Isis, нарича стила „метъл на мислещия“, демонстрирайки желанието на неговата група да се разграничи от традиционните метъл теми. Пост-метъла е наричан още „метългейз“ или „шугейзметъл“ заради шугейз елементите си, както и „атмосферичен метъл“, „атмосферичен слъдж метъл“ и „експериментален метъл“, последното е наименование и за авангардния метъл.

## Характеристики
Типичните пост-метъл групи имат две или три електрически китари, бас китара, синтезатори, барабани и вокалист. Обичайният звук е с тежък бас, китарите са ниско настроени на В или по-надолу, също се използват и 7-струнни китари.

## Критика
От както стила е отделен и нов, той е представляван от малък брой групи, поради което критици и фенове задават въпроси дали трябва той да бъде считан за отделен стил. Звукозаписните компании виждат в него много подобни или близки елементи от дуум метъла, прогресив метъла и слъдж метъла. Други се аргументират с това, че те са смесени и трябва да се отделят в нов стил.